# BACH1
A BACH1 transzkripciószabályzó fehérje a humán BACH1 gén által kódolt fehérje.

## Funkció
A gén transzkripciós faktort szabályoz, mely a sapka-gallér típusú leucincipzár-faktorcsaládba (CNC-bZip) tartozik. A kódolt fehérje széles komplex, Ttk, BTB/poxvírus és cinkujj (BTB/POZ) doméneket tartalmaz, mely különös a CNC-bZip családban. E BTB/POZ domének könnyítik a fehérjék közti kölcsönhatást és a homo- vagy heterooligomerek létrehozását. A C-terminus leucincipzár a BZIP Maf családból. Amikor a fehérje a MafK-val heterodimert alkot, represszálja a Maf-felismerő elemet (MARE) és a transzkripciót. A génnek több alternatív transzkripciós változata ismert. Egyes exonjai átfednek a C21orf41-éivel, mely ezzel ellentétes helyzetben van átírva, de nem ismert általa kódolt fehérje.
Egy tumororganoidokkal végzett kísérlet szerint a BACH1 aktivációjához csökkent szabadgyök-mennyiség szükséges, így az antioxidánsok, például a C- és az E-vitamin, valamint a sejt saját antioxidációs képességét növelő mutációk is növelik expresszióját normoxia mellett, valamint a hipoxia is növeli expresszióját a prolinhidroxiláció csökkenésének hatására. Azonban a megnövekedett BACH1-expresszió érzékennyé is teszi a tumorokat az angiogenezisgátló kezelésekre.
A BACH1 a HIF-1α transzkripciós célpontja, azonban az angiogenezist serkentő képessége ettől független, ugyanis a hatás HIF1α–/– egerekben is észlelhető volt.